# Guillem Colom i Ferrà
Guillem Colom i Ferrà (Sóller, Mallorca 1890—Palma, Mallorca, 1979) fou un poeta, traductor, assagista i dramaturg mallorquí.
Estudià humanitats i filosofia al Seminari de Mallorca. El 1917 es llicencià en lletres a Barcelona, i defensà la seva tesi doctoral Ramon Llull i els orígens de la literatura catalana a València el 1962. Es dedicà a l'ensenyament. Com a poeta va escriure molt sobre Mallorca, les seves tradicions i el seu paisatge, i va pertànyer a l'anomenada Escola Mallorquina. A més, va participar i col·laborar a diversos Jocs Florals, guanyant-hi diversos premis. Les seves memòries es titulen Entre el caliu i la cendra.

## Obra
- 1956 Pedrís al sol i altres poemes
- 1957 La terra al cor
- 1969 Primavera d'hivern
- 1970 La cendra dels talaiots
- 1970 Oda a Pol·lentia
- 1972 L'agonia del camp i oda a la ciutat

Obres presentades als Jocs Florals de Barcelona
- 1916 Blancaflor.
- 1916 Himne a la muntanya.
- 1919 i 1923 El Cant del Cims.
- 1926 Ressorgiment.
- 1926 Brindis de Tardor.
- 1926 Vagant per la costa.
- 1930 En la naixença del primer fill.
- 1931 Natalici.
- 1931 i 1932 L'amor triomfant.
- 1932 i 1933 Estances al fill nat
- 1932 i 1933 Cançons de la terra (Premi de l'Englantina d'or el 1933)
- 1933 La vida en flor
- 1934 Cançons de l'avior
- 1934 A Ramon Llull en el VII centenari de la seva naixença
- 1935 A la Mare de Déu de la Candelera (1r accèssit a la Viola d'or i d'argent)

## Premis
- 1956 Joan Alcover per La terra al cor